# Saint-Médard-sur-Ille
Saint-Médard-sur-Ille (bretonisch: Sant-Marzh-an-Il, Gallo: Saent-Médart) ist eine französische Gemeinde mit 1.350 Einwohnern (Stand: 1. Januar 2022) im Département Ille-et-Vilaine in der Region Bretagne. Sie gehört zum Arrondissement Rennes und zum Kanton Melesse. Die Einwohner werden Médardais genannt.

## Geografie
Saint-Médard-sur-Ille liegt etwa 15 Kilometer nordnordwestlich von Rennes an der Ille. Umgeben wird Saint-Médard-sur-Ille von den Nachbargemeinden Montreuil-sur-Ille im Norden, Aubigné und Andouillé-Neuville im Nordosten, Saint-Aubin-d’Aubigné im Osten und Südosten, Saint-Germain-sur-Ille im Südosten und Süden, Melesse im Süden, Montreuil-le-Gast im Süden und Südwesten, Vignoc im Südwesten und Westen sowie Guipel im Westen und Nordwesten.
Der Ort hat einen Bahnhof an der Bahnstrecke Rennes–Saint-Malo.

## Bevölkerungsentwicklung
| Jahr                       | 1962 | 1968 | 1975 | 1982 | 1990 | 1999 | 2006 | 2013 | 2020 |
| Einwohner                  | 780  | 736  | 753  | 1002 | 1040 | 1154 | 1299 | 1345 | 1312 |
| Quellen: Cassini und INSEE |      |      |      |      |      |      |      |      |      |

## Sehenswürdigkeiten
- Kirche Saint-Médard aus dem 18. Jahrhundert
- Kapelle Sainte-Anne-des-Bateliers aus dem Jahr 1854, Monument historique
- Schloss Le Bois Geffroy aus dem 13. Jahrhundert, heutiger Bau weitgehend aus dem 18. Jahrhundert
- zwei Ille-Schleusen

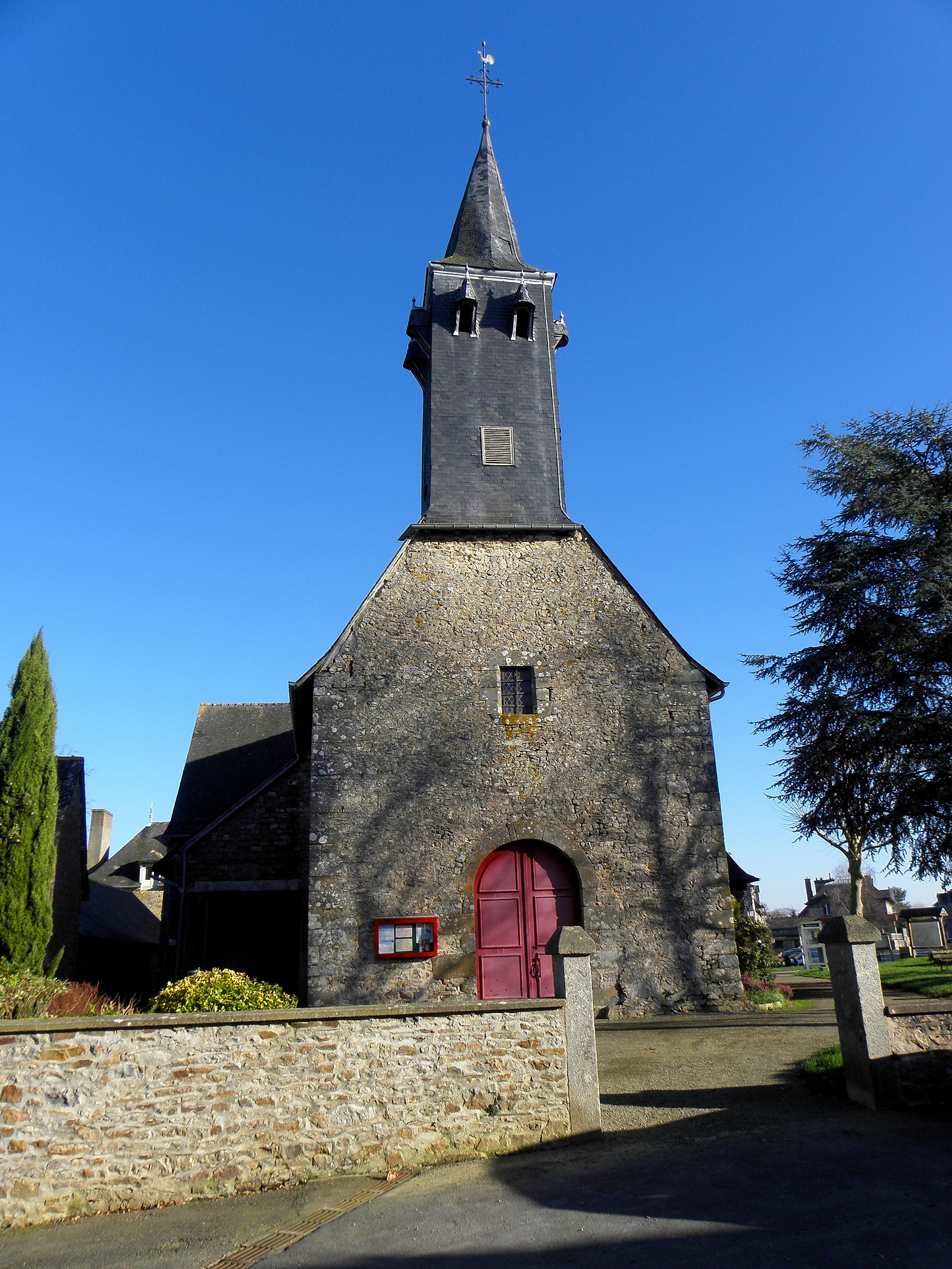
Kirche Saint-Médard
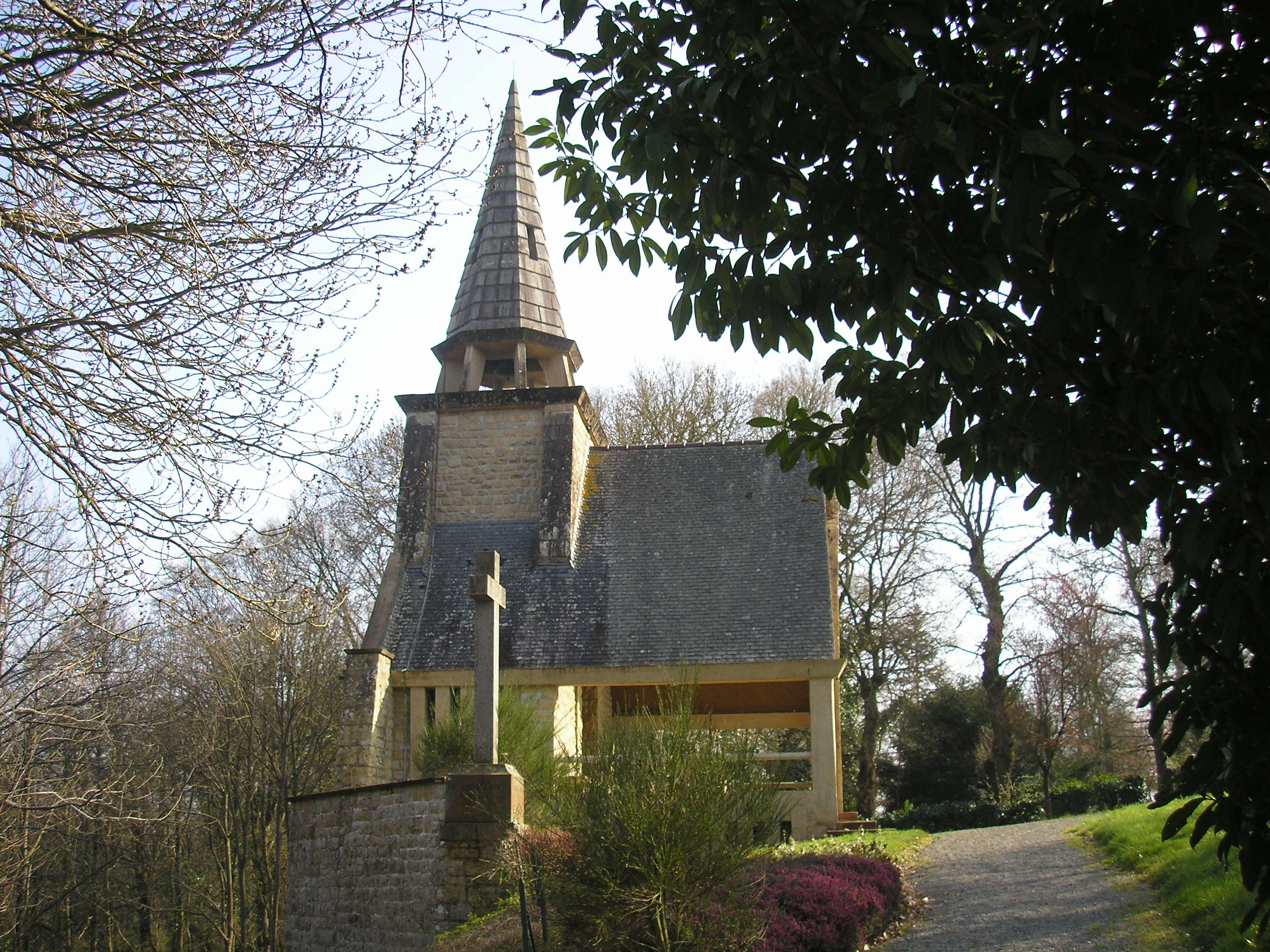
Kapelle Sainte-Anne-des-Bateliers
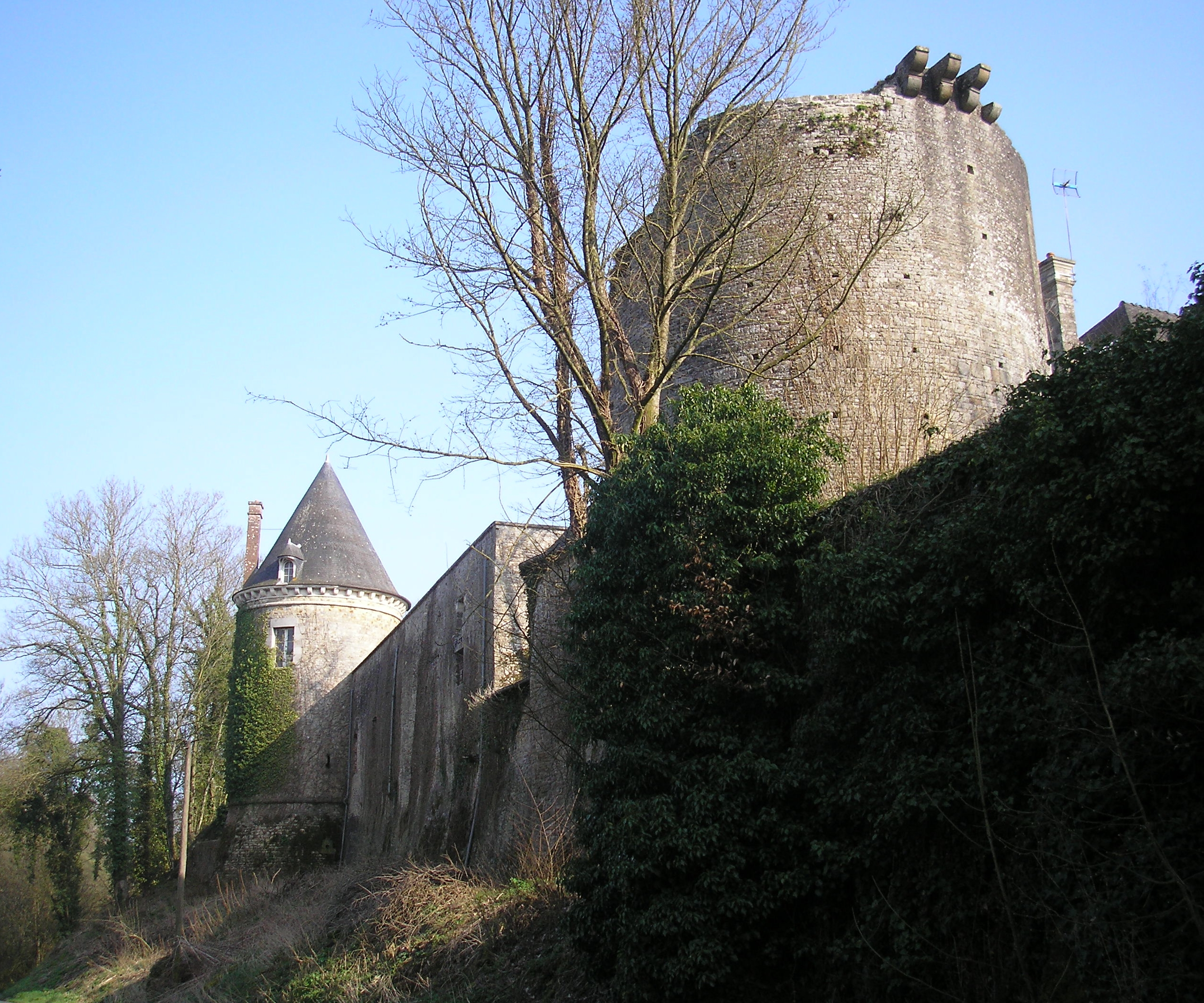
Schloss Le Bois Geffroy
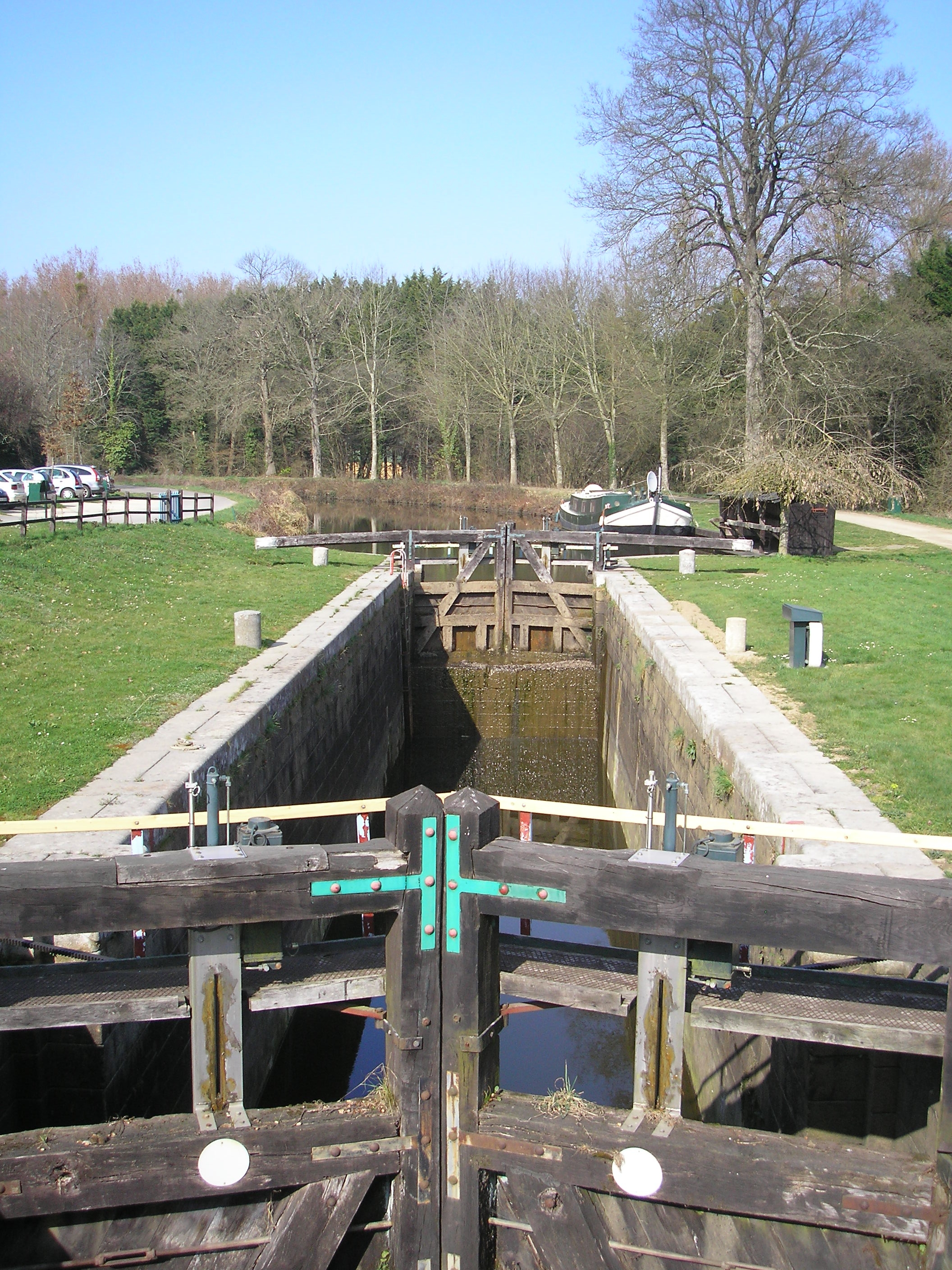
Ille-Schleuse
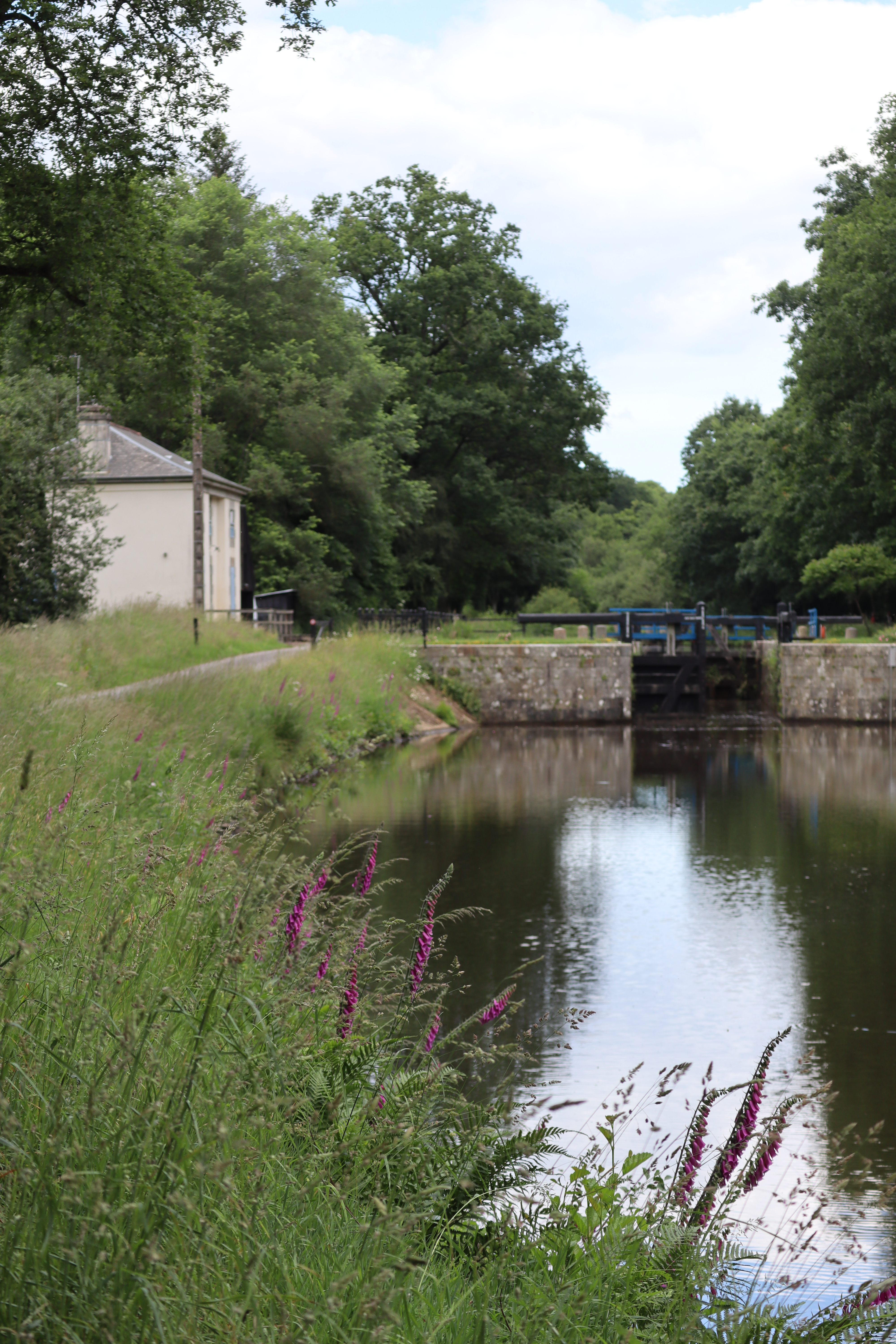
Ille-Schleuse im Ortsteil Dialay